# بونا ميدييروس
بونا ميدييروس هو محامي وسياسي برازيلي، ولد في 24 ديسمبر 1930 في União, Piauí ‏ في البرازيل، وتوفي في 6 أبريل 2017 في تيريسينا في البرازيل. نشط حزبياً في حزب الديمقراطيين ‏.